# Julien Temple
Julien Temple, född 1953, är en brittisk filmregissör. Han har gjort såväl spelfilmer som dokumentärfilmer och musikvideor.
Han är far till skådespelerskan Juno Temple.

## Filmografi (i urval)
- 1979 – The Great Rock 'n' Roll Swindle
- 1986 – Absolute Beginners
- 1989 – Kroppskontakt av värsta graden
- 1996 – Bullet
- 2000 – The Filth and the Fury
- 2006 – Glastonbury
- 2007 – Joe Strummer: The Future Is Unwritten